# Демократический союз руандийского народа
Демократический союз руандийского народа (руанда Ishyaka Riharanira Ubumwe bw'Abanyarwanda na Demokarasi, фр. Union démocratique du peuple rwandais, англ. Democratic Union of the Rwandan People) — политическая партия Руанды, основанная в 1992 году.

## История
Партия была основана в 1992 году. Её первым лидером стал Винсент Рвабуквиси — журналист и издатель критически настроенной правительственной газеты Kanguka. Он был убит возле своего дома в Ньямирамбо в апреле 1994 года, через несколько дней после начала геноцида тутси. После прекращения геноцида, РПФ в июле 1994 года в общей сложности было официально признано 18 партий. ДСРН стала частью переходного правительства, возглавляемого РПФ, наряду с Демократическим движением республики (ДДР), Социал-демократической партией (СДП), Либеральной партией (ЛП), Христианско-демократической партией (ХДП), Социалистической партией Руанды (СПР) и Исламской демократической партией (ИДП). Партия стремилась к политике примирения и была нацелена на восстановление и безопасность страны. На всеобщих выборах осенью 2003 года, ДСРН получила одно место. Партия смогла удержать это место на всеобщих выборах 15 сентября 2008 года под руководством Адриана Рангиры. На последующих всеобщих выборах 16 сентября 2013 года ДСРН не участвовала в выборах.
После всеобщих выборов в 2018 году, ДСРН снова оказалась в правительственной коалиции с РПФ, а также с более мелкими партиями: Партия прогресса и согласия (ППС) и Центристская демократическая партия (ЦДП). Коалиция получила на выборах 73,95 процента голосов, в общей сложности 40 мест, одно из которых досталось Паю Низейимане.
На президентских выборах 15 июля 2024 года партия снова выразила свою поддержку действующему президенту Полю Кагаме.